# خوليو بينا فيرنانديز
خوليو بينا فيرنانديز (مواليد 15 يوليو 2000) هو ممثل إسباني أشتهر بدور مانويل جوتيريز كيمولا في مسلسل بيا.

## روابط خارجية
- خوليو بينا فيرنانديز على موقع IMDb (الإنجليزية)
- خوليو بينا فيرنانديز على موقع روتن توميتوز (الإنجليزية)
- خوليو بينا فيرنانديز على موقع ألو سيني (الفرنسية)
- خوليو بينا فيرنانديز على موقع ميوزك برينز (الإنجليزية)
- خوليو بينا فيرنانديز على موقع أول ميوزيك (الإنجليزية)
- خوليو بينا فيرنانديز على موقع قاعدة بيانات الفيلم (الإنجليزية)